# Cattedrale di Langres
La cattedrale di San Mamete (in francese: Cathédrale Saint-Mammès) è il principale luogo di culto cattolico di Langres, nel dipartimento dell'Alta Marna (regione Grande Est) in Francia, sede vescovile della diocesi omonima.
Fu costruita tra il 1150 e il 1196, nel centro del quartiere dei canonici, e fu dedicata a san Mamete, un martire del III secolo della Cappadocia. Il suo stile architettonico coniuga i volumi romanici borgognoni e le volte ogivali dell'architettura gotica.
È monumento storico di Francia dal 1862.

## Storia

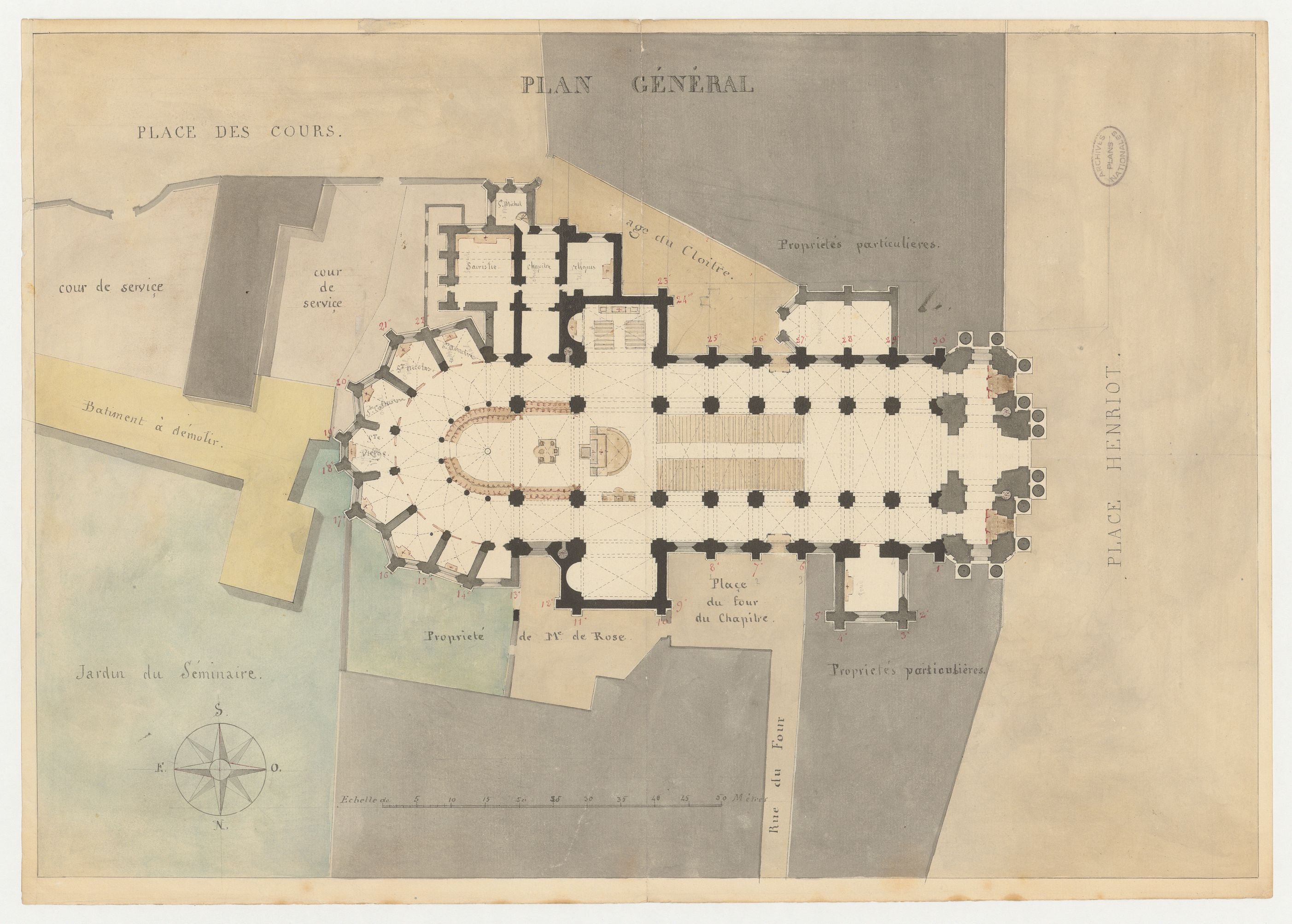
Pianta

Intorno al 1140 il vescovo Geoffroy de La Roche-Vanneau (1139-1162), che era stato compagno di Bernardo di Chiaravalle decise di ricostruire la propria cattedrale. In quest'epoca era già in costruzione la cattedrale di Saint-Étienne a Sens e la pianta del nuovo edificio vi si ispirò ampiamente. L'elevato a tre livelli fu invece ripreso dalla terza chiesa abbaziale di Cluny.
I lavori di costruzione cominciarono dal coro. Da una bolla di papa Alessandro III, che si era rifugiato a Sens tra il 1163 e il 1165 sappiamo che in quest'epoca i lavori dovevano essere già ad uno stadio avanzato e mancavano solamente le prime campate della navata e la facciata. Nel 1190 furono acquistati dei terreni verso ovest e fu intrapresa una nuova campagna di lavori per terminare la cattedrale, che venne dedicata nel 1196, ma con ancora le volte della navata da completare.
Nel 1209 fu affidata alla cattedrale la reliquia della testa di san Mamete, proveniente da Costantinopoli. Nel corso del XIII secolo vi venne aggiunto un chiostro, di cui oggi restano solo due gallerie e fu aggiunta nel 1282 sul fondo dell'abside una cappella dedicata alla Vergine, per volere del canonico de Vergy.
Nel 1314 un incendio distrusse la copertura della navata centrale, che era rimasta coperta con un tetto a capriate lignee. Tra il 1324 e il 1366 furono aggiunte le cappelle del deambulatorio.
Tra il 1547 e il 1551 il canonico Jean d'Amoncourt, vicario generale del vescovo di Langres e cardinale di Givry, fece costruire sul lato sinistro la cappella della Santa Croce. Nel 1562 un nuovo incendio, causato da un fulmine, danneggiò ancora la cattedrale.
Nel 1746 fu demolita la facciata principale, che minacciava di crollare. Venne ricostruita tra il 1761 e il 1768 in stile neoclassico, su un progetto del 1758 dell'architetto Claude Louis D'Aviler; i lavori furono diretti dall'architetto Jean Antoine Caristie.
La cattedrale venne chiusa al culto in seguito agli eventi della Rivoluzione francese nel 1790, ma venne riaperta nel 1791 per ospitare il vescovo "costituzionale" Hubert Antoine Wandelaincourt. Nel 1792 fu distrutta la recinzione che isolava il coro. A partire dal 1852 furono rifatte le parti alte della cattedrale, ad opera dell'architetto Alphonse Durand, al quale si deve anche la sagrestia (1857-1862).

## Descrizione

### Architettura

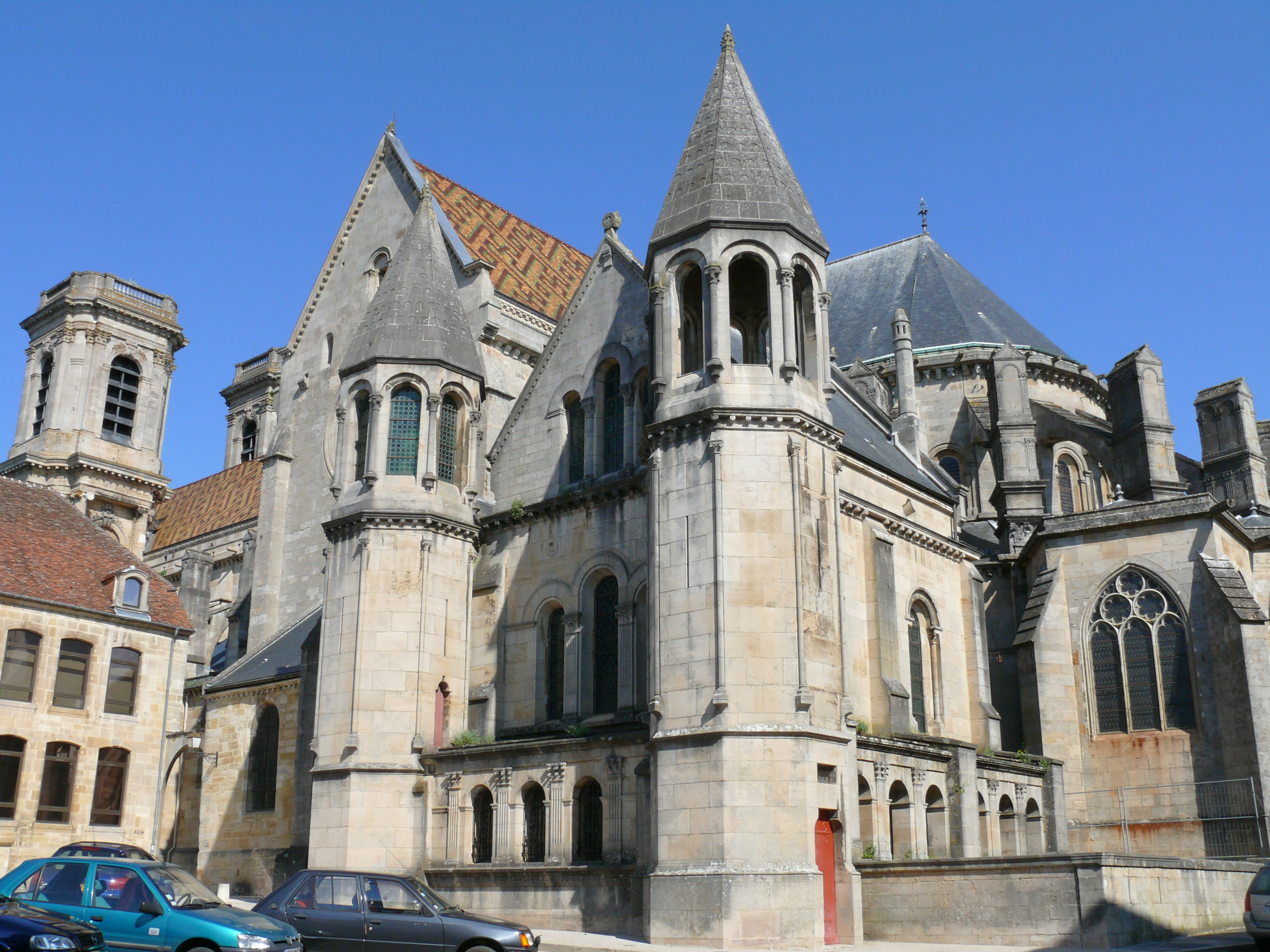
Esterno dell'abside e del transetto

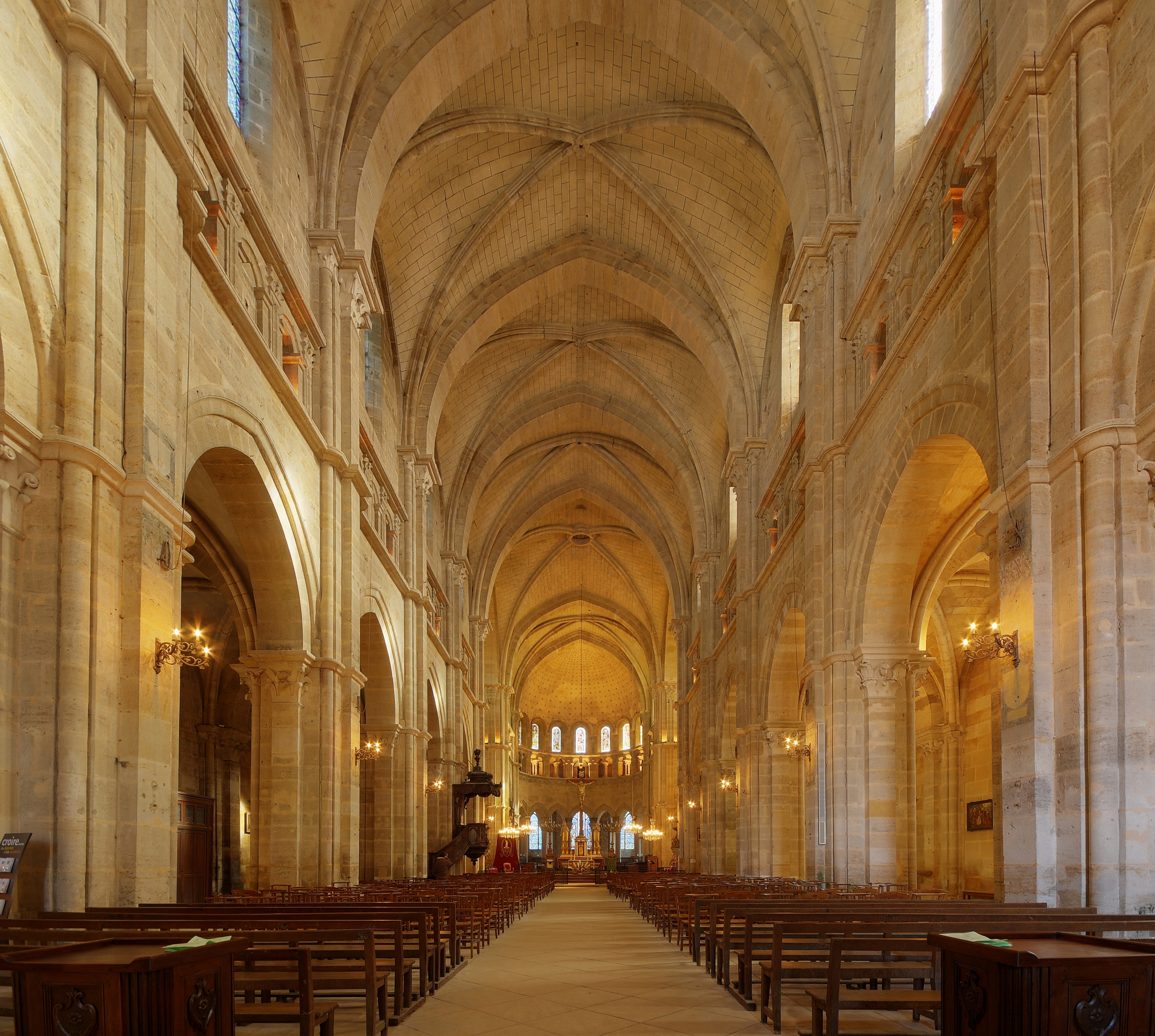
Interno

La cattedrale di Langres è vicina alle ultime costruzioni romaniche del tipo derivante dall'abbazia di Cluny per i volumi, l'elevato e la decorazione, ma è anche il più antico edificio borgognone a presentare le volte a crociera ogivali.
Il modello cluniacense fu seguito anche nella tripartizione delle pareti interne della navata centrale, dove alle grandi arcate che si aprono sulle navate laterali, si sovrappone un ordine di arcate cieche del triforio, al livello delle coperture delle navate laterali, e quindi un ordine di finestre. A differenza che nell'abbazia di Cluny, tuttavia, le volte erano previste come volte a crociera ogivali, permettendo di dare una maggiore ampiezza alla navata centrale.
Le principali misure dell'edificio sono le seguenti:
| Parametro                                                               | Misura  |
| ----------------------------------------------------------------------- | ------- |
| Lunghezza interna totale                                                | 94,3 m  |
| Lunghezza interna del transetto                                         | 41,6 m  |
| Altezza della chiave di volta della navata centrale presso il coro      | 23 m    |
| Larghezza totale delle tre navate                                       | 24,4 m  |
| Larghezza della campata della navata centrale tra gli assi dei pilastri | 11,36 m |
| Larghezza del transetto                                                 | 13 m    |
| Diametro dei pilastri della navata centrale                             | 1,25 m  |
| Diametro del rosone del coro                                            | 9 m     |
| Altezza delle torri della facciata                                      | 45 m    |
| Altezza della torre nord del transetto                                  | 56 m    |
| Altezza della torre sud del transetto                                   | 60,50 m |

### Cappella della Santa Croce

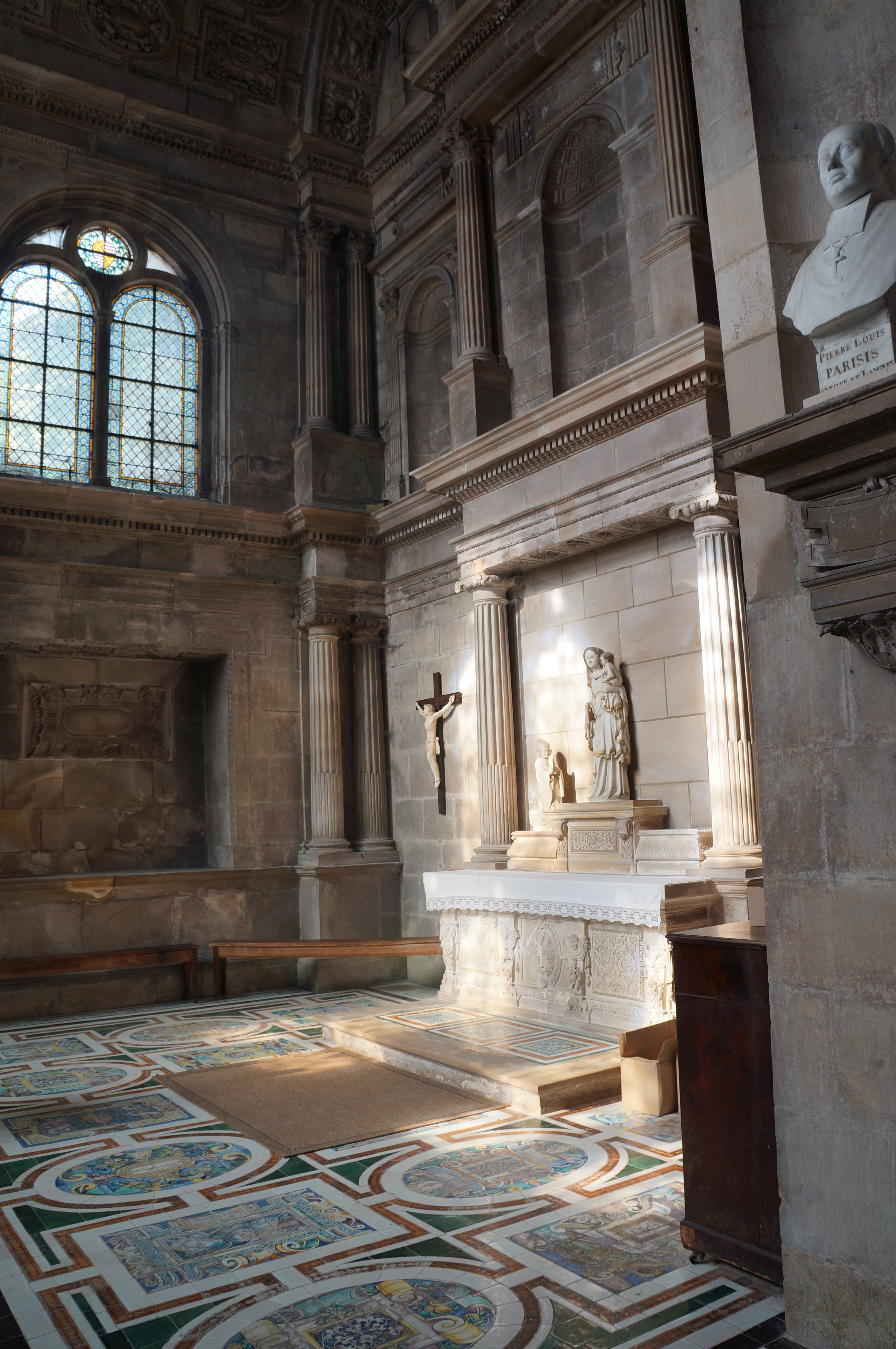
Cappella della Santa Croce

Capolavoro dell'architettura rinascimentale, la cappella della Santa Croce, aperta nel 1549 nella navata sinistra, presenta una volta a botte decorata con cassettoni, un altare con edicola in marmo e un rivestimento in ceramica smaltata policroma di Rouen.

### Arredi
Nel XVI secolo il cardinale de Givry fece dono alla cattedrale di otto arazzi che raffiguravano la leggenda di san Mamete: due di essi sono tuttora esposti nel transetto della cattedrale, mentre un terzo si trova al Museo del Louvre di Parigi.
Nella sala del tesoro si trovano inoltre:
- un busto-reliquiario che ospita il cranio di san Mamete;
- un reliquiario proveniente dall'abbazia di Chiaravalle che si ritiene contenga un frammento della Vera Croce;
- una statuetta in avorio del XV secolo che rappresenta san Mamete che tiene in mano le proprie interiora (fu infatti martirizzato tramite sventramento con un tridente).

### Organi a canne

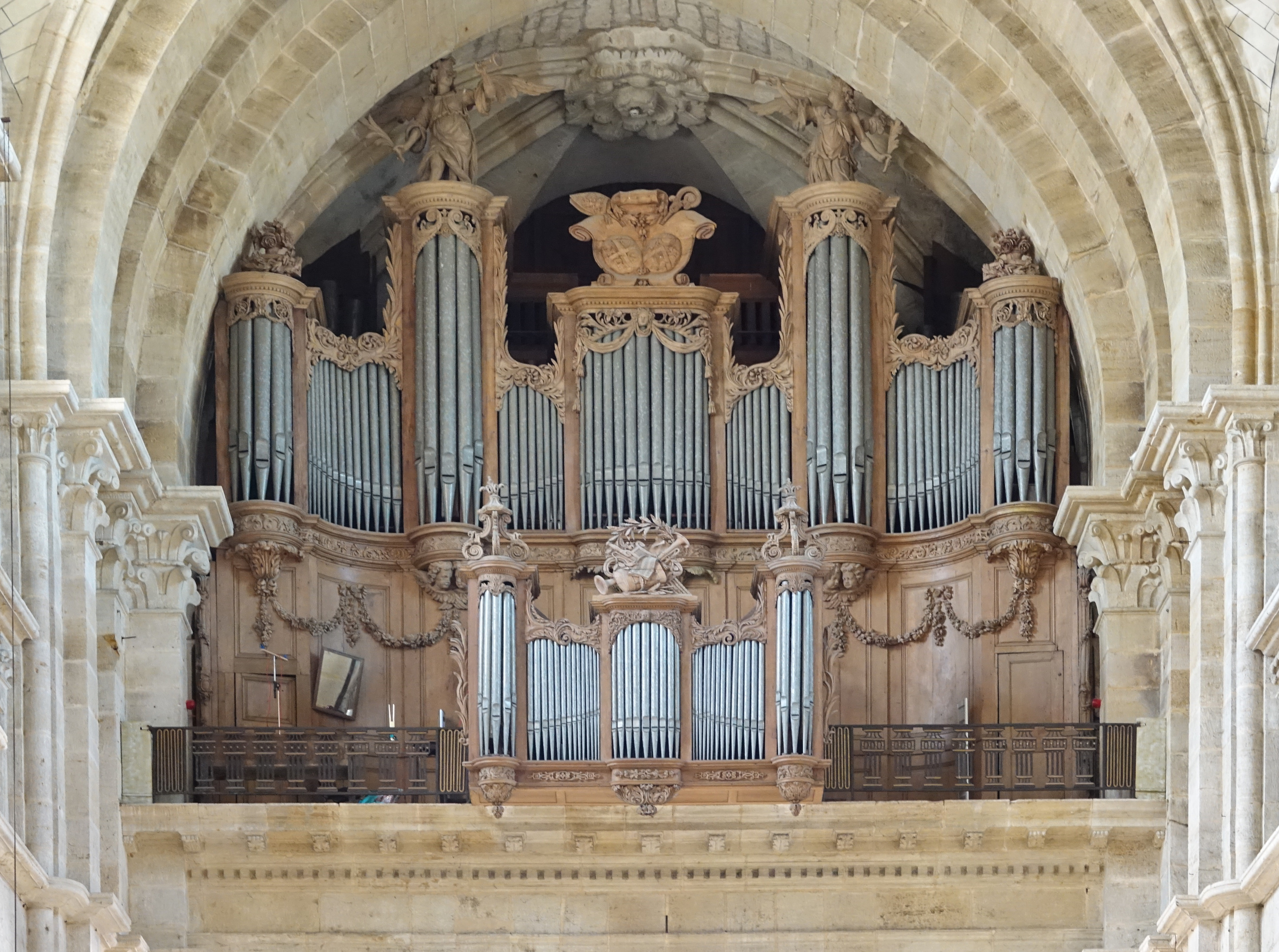
Organo maggiore

Nella cattedrale si trovano due organi a canne.
Lo strumento principale si trova sulla cantoria in controfacciata e venne realizzato nel 1715 da Jean Treuillot per la chiesa dell'abbazia di Morimond, e acquistato dalla cattedrale nel 1792. Nel corso dei secoli ha subito numerosi restauri e rifacimenti, l'ultimo dei quali risale al 1972-1975 ad opera della ditta Haerpfer-Erman. Attualmente, lo strumento dispone di 53 registri ed è a trasmissione integralmente meccanica; la sua consolle è a finestra ed ha quattro tastiere e pedaliera. La cassa lignea barocca è quella settecentesca originale, con positivo tergale e ricche decorazioni a rilievo.
In corpo unico, a pavimento sotto l'arcata di sinistra del coro, si trova un secondo organo a canne, costruito nel 1852 da Ducroquet e successivamente modificato. A trasmissione meccanica, ha 8 registri su unico manuale e pedale.